# Sandra O'Ryan
Pour les articles homonymes, voir O'Ryan.
Sandra O'Ryan Ibacache (née le 3 mars 1961 à Santiago) est une actrice chilienne.

## Biographie
Sandra O’Ryan, remarquée pour son travail dans la télé romance Amor a Domicilio et dans le film La Rubia de Kennedy. Elle a rejoint la chaine de télévision chilienne MEGA dans le spectacle de comédie et drame appelé Otra Vez Papá en compagnie de sa fille María José Urzúa.
Sandra O’Ryan n’a pas étudié le théâtre. Elle a travaillé comme mannequin sur le célèbre programme familial Sábado Gigante. Elle a fait sa première apparition à la télévision en 1988 dans la telenovelas Vivir Así, où Sandra a joué la fille du personnage et protagoniste de l’histoire, Jaime Vadell, une jeune femme de classe moyenne qui rêve de devenir un modèle.
Au cours des prochaines années, O’Ryan trouvera sa véritable vocation dans le monde des séries télévisées, et continuera à s’adonner à des rôles plus sérieux et décisifs dans des productions dramatiques.
Sandra a joué en 1991, dans la série télévisée Ellas por Ellas, C’est dans cette telenovela, où les dirigeants et les réalisateurs de la Zone Dramatique de Canal 13, verraient à Campos et Sandra un futur couple de séries télévisées à succès, les correspondant à toutes les séries télévisées à partir du deuxième semestre.
En 2001, Sandra O’Ryan jouerait son dernier personnage stable dans un feuilleton, dans le mauvais Cœur de Pirate, qui, avec d’autres échecs de l’époque, signifierait la fermeture temporaire de la zone dramatique de Channel 13, après des années de tradition, de succès et de positionnement parmi les téléspectateurs.

## Télévision
| Telenovelas | Telenovelas           | Telenovelas                  | Telenovelas |
| Année       | Titre                 | Rôle                         | Chaîne      |
| ----------- | --------------------- | ---------------------------- | ----------- |
| 1988        | Vivir así             | Gina Mora                    | Canal 13    |
| 1989        | La intrusa            | Diana Miralta                | Canal 13    |
| 1990        | Acércate más          | Beatriz                      | Canal 13    |
| 1991        | Ellas por ellas       | Claudia                      | Canal 13    |
| 1992        | Fácil de amar         | Marcela                      | Canal 13    |
| 1993        | Doble juego           | Soraya Alafán                | Canal 13    |
| 1994        | Top secret            | Kelly Román                  | Canal 13    |
| 1995        | Amor a domicilio      | Mireya Zambrano              | Canal 13    |
| 1996        | Adrenalina            | Rosario Andrade              | Canal 13    |
| 1997        | Playa salvaje         | Carla Cumings                | Canal 13    |
| 1998        | Marparaíso            | Manuela Larraín              | Canal 13    |
| 1999        | Cerro Alegre          | Leticia / Alexandra Thompson | Canal 13    |
| 2001        | Corazón pirata        | Claudia Gallardo             | Canal 13    |
| 2005        | 17                    | Verónica Salazar             | TVN         |
| 2006        | Porky te amo          | Angélica Santa María         | Mega        |
| 2007        | Vivir con 10          | Nina Fontana                 | Chilevisión |
| 2007        | Amor por accidente    | Doctrice de Isabela          | TVN         |
| 2010        | La familia de al lado | Juge de Pilar et Javier      | TVN         |
| 2013        | Graduados             | Inés Vega                    | Chilevisión |
| 2013        | Las Vega's            | Fernanda                     | Canal 13    |

### Séries
- 1996 : Amor a domicilio, la comedia (Canal 13) : Mireya Zambrano
- 2004-2010 : BKN (Mega) : Sofía
- 2005 : La Nany (Mega) : Professeure Verdugo (1 ep.)
- 2005 : Los simuladores (Canal 13) : Productrice (1 ep.)
- 2009-Présent : Otra vez papá (Mega) : Mariana Campbell

### Émissions
- 2005 : Pollo en Conserva (Red Televisión) :  Panelista
- 2005 : La granja (Canal 13) : Animatrice
- 2005 : La granja VIP (Canal 13) : Participante
- 2008 : El baile en TVN (TVN) : Participante

## Théâtre
- Teatro en CHV (Chilevisión)
  - 2007 : Despedida de soltero
  - 2009 : Lo comido y lo bailado nadie lo quita
  - 2009 : Amor a dos bandas : Mariana
  - 2009 : Nano puertas adentro : Ignacia

### Sources
- (en) Cet article est partiellement ou en totalité issu de l’article de Wikipédia en anglais intitulé « Sandra O'Ryan » (voir la liste des auteurs).

- (es) Cet article est partiellement ou en totalité issu de l’article de Wikipédia en espagnol intitulé « Sandra O'Ryan » (voir la liste des auteurs).